# 2981 Chagall
2981 Chagall је астероид главног астероидног појаса са средњом удаљеношћу од Сунца која износи 3,157 астрономских јединица (АЈ).
Апсолутна магнитуда астероида је 12,0.